# (1085) Amaryllis
(1085) Amaryllis ist ein Asteroid des Hauptgürtels, der am 31. August 1927 vom deutschen Astronomen Karl Wilhelm Reinmuth in Heidelberg entdeckt wurde. 
Der Asteroid ist nach der Pflanzengattung der Amaryllis benannt.